# El ciervo de nueve colores
El ciervo de nueve colores (en chino, 九色鹿; pinyin, Jiǔ Sè Lù) es una historia basada en el cuento budista Jataka. En 1981, fue adaptada a una película animada del mismo nombre por el estudio de cine Shanghai Animation. También se le conoce como "Ciervo de nueve colores" y "El ciervo de los nueve colores".

## Transfondo
El Rey Ciervo (RuRu), del siglo II a.c. en la región de Bharhut de la India, era una de las aves y bestias benévolas que Buda reencarnó en su vida anterior para realizar buenas obras.

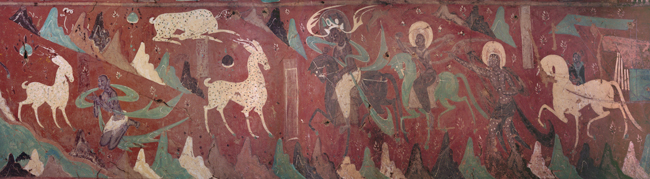
Pintura Jataka del Rey Ciervo

La pintura Jataka del Rey Ciervo es el tema principal del fresco en la cueva 257 de las Cuevas de Mogao, que fue creado en la Dinastía Wei del Norte. La historia Jataka se refiere a las muchas hazañas experimentadas por el fundador del budismo, Sakyamuni, antes de su muerte. La historia del nacimiento de Buda, cuenta la vida anterior de Sakyamuni como el "Rey Ciervo", quien salvó a un hombre que se estaba ahogando y le traicionó.
La pintura Jataka del Rey Ciervo adopta la forma de un cómic en secuencial horizontal. Combina técnicas artísticas chinas y occidentales, y parece como si estuviera pintado en un pergamino según la estética tradicional china, al tiempo que utiliza sombreado para resaltar las figuras humanas.  La primera escena a la izquierda muestra al ciervo de nueve colores salvando a un hombre que se estaba ahogando. La siguiente imagen muestra al hombre rescatado arrodillado frente al ciervo, prometiendo guardar el secreto. La primera escena a la derecha muestra a la reina pidiéndole al rey que le haga un traje con la piel del ciervo. Afuera, el hombre informa al rey de la ubicación del ciervo. En la siguiente escena, el rey y la reina estaban en la carroza liderada por el hombre. En el centro de la imagen, el grupo se encontró con el ciervo, quien contó la historia del hombre. Tras el séquito del rey, el cuerpo del traidor estaba cubierto de llagas blancas. El carruaje de esta pintura es la imagen más antigua de carruajes entre los murales de Dunhuang. Se trata de un carro de pasajeros con doble eje y ruedas, tirado por un solo caballo. Tenía una capucha completamente cerrada y una cubierta redonda en forma de arco. El caballo avanza con elegancia, mostrando la nobleza de la realeza, y la forma del carruaje también es muy delicada y única. Las decoraciones del carruaje no son demasiado lujosas, tal vez porque se utilizaba para cazar en las montañas.

## Historia original
Un comerciante persa se perdió en un gran tormenta. De repente, un ciervo espiritual de nueve colores aparece para guiar al hombre. Más tarde, el ciervo rescata a un hombre que se estaba ahogando en un lago y a cambio, el hombre le promete al ciervo no revelar su paradero. El hombre llega a un palacio imperial y el rey ordena a cazar al ciervo espiritual para hacer ropa con su piel. El hombre cede a su codicia y lidera un ejército de guerreros al lugar, el hombre vuelve a caer al río, esperando que el ciervo aparezca y lo salve nuevamente. Esta vez, todas las flechas de los guerreros se convierten en polvo y el hombre se ahoga.

## Trama animada
La película amplía la historia. Se ve por primera vez al ciervo rescatando pequeños animales e insectos cuando el árbol en el que vive es derribado por una tormenta. El ciervo los guía hacia un lugar seguro y convence a las flores para que florezcan fuera de temporada para que las abejas tengan alimento. Entonces el ciervo salva a un grupo de comerciantes ambulantes que se habían perdido moviendo mágicamente las montañas para dejarles un camino despejado. La historia de que un ciervo mágico de nueve colores ha llegado al país comienza a difundirse entre la gente. Mientras tanto, un hombre que vende hechizos medicinales y curas para mordeduras de serpiente está recolectando hierbas y cae a un lago. Es rescatado por el ciervo y él promete no revelar su paradero. Sin embargo, la vanidosa reina de la tierra también ha oído hablar del ciervo de nueve colores y comienza a hacer pucheros y a enfurruñarse, exigiendo un abrigo hecho con su piel. El rey ofrece una enorme recompensa para quien pueda decirle dónde encontrarlo, y el comerciante de pociones decide inmediatamente traicionar al ciervo y guiar a los cazadores del rey. Las aves rescatadas se asustan y corren hacia el ciervo rogándole que huya, pero el ciervo se mantiene sereno y dice que no puede ser asesinado. El comerciante de pociones finge ahogarse nuevamente para llevar al ciervo al lago, pero cuando es rodeado y los cazadores disparan, el ciervo manifiesta un halo de luz divina y símbolos sagrados lo rodean. Las flechas se convierten en polvo. Todos los guerreros quedan avergonzados mientras el ciervo reprende al comerciante de pociones por su infidelidad y avaricia, y los pájaros vuelan a su alrededor golpeándolo con picotazos hasta que se hunde en el lago.